# Festus Baise
Festus Baise (Lagos, 11 aprile 1980) è un ex calciatore nigeriano naturalizzato hongkonghese, di ruolo difensore.